# Wilczany
Wilczany (dawn. Wilczyny)  – osada w Polsce położona w województwie warmińsko-mazurskim, w powiecie iławskim, w gminie Iława.
W latach 1975–1998 miejscowość administracyjnie należała do województwa olsztyńskiego.